# Vulcaniella fiordalisa
Vulcaniella fiordalisa ist ein Schmetterling (Nachtfalter) aus der Familie der Prachtfalter (Cosmopterigidae).

## Merkmale
Die Falter erreichen eine Flügelspannweite von 7 bis 9 Millimeter. Vulcaniella fiordalisa ähnelt Vulcaniella grabowiella, unterscheidet sich aber durch den weißen Kopf, die größeren weißen Zeichnungselemente an der Costalader der Vorderflügel. Die erhabenen metallischen Flecke sind häufig auf wenige Schuppen reduziert.
Bei den Männchen ist das rechte Brachium parallelwandig und distal gestutzt. Das linke Brachium ist breit und verjüngt sich distal zu einem stumpfen Apex. Die rechte Valvella ist etwas kürzer als der distale Teil des Aedeagus. Sie ist schlank und nach oben gebogen. Die linke Valvella ist dreieckig. Der distale Teil des Aedeagus ist gerade und verjüngt sich allmählich.
Bei den Weibchen verengt sich das 8. Segment distal. Die Antevaginalplatte ist distal flach V-förmig verbreitert. Die Sklerotisierung am hinteren Ende des 7. Sternits ist sackförmig.

## Verbreitung
Vulcaniella fiordalisa ist im Mittelmeerraum von Portugal und Marokko bis zur Balkanhalbinsel und dem Libanon verbreitet.

## Biologie
Die Raupen entwickeln sich an Helichrysum serotinum, Italienischer Strohblume (Helichrysum angustifolium), Mittelmeer-Strohblume (Helichrysum stoechas) und Phagnalon-Arten und minieren sowohl in den jungen als auch in den alten Blättern. Die Raupen leben von April bis Juni in einer Platzmine, die innen mit Seide ausgekleidet ist. Sie verpuppen sich in der Mine in einem sehr lockeren Gespinst. Falter wurden von Mai bis August gesammelt.

## Systematik
Aus der Literatur sind folgende Synonyme bekannt:
- Stagmatophora fiordalisa Petry, 1904
- Stagmatophora gnaphaliella Chrétien, 1922

## Belege
1. 1 2 3 4 5 6  J. C. Koster, S. Yu. Sinev: Momphidae, Batrachedridae, Stathmopodidae, Agonoxenidae, Cosmopterigidae, Chrysopeleiidae. In: P. Huemer, O. Karsholt, L. Lyneborg (Hrsg.): Microlepidoptera of Europe. 1. Auflage. Band 5. Apollo Books, Stenstrup 2003, ISBN 87-88757-66-8, S. 159 (englisch).
2. ↑  Leafminers of Europe. Vulcaniella fiordalisa (Petry, 1904). In: bladmineerders.nl. Willem N. Ellis, abgerufen am 19. Juni 2025 (englisch).
3. ↑  Vulcaniella fiordalisa bei Fauna Europaea. Archiviert vom Original im Internet Archive. Abgerufen am 5. März 2012